# 李文 (1910年)

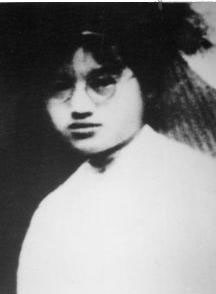
李文近照

李文（1910年8月12日—1931年2月7日），原名李萱，又名文婉，江苏武进县湟里乡埠头镇人，中共党员，曾任中共《红旗日报》机要员，龙华二十四烈士之一。

## 生平
1927年春，在武进县城芳晖女中读书时，加入共青团。四一二事件后，被开除学籍，回到乡下。同年冬参加黄祥宾领导的武进西南区工农运动，1928年加入共产党，在东南乡前黄公学任教师。1930年初，经武进县委书记徐水亭介绍，在县城认识从上海来的恽雨棠，一见钟情。后随恽雨棠去上海，进入上海《红旗日报》机关工作，不久与恽雨棠结婚。
1931年1月21日，因遭人举报，与恽雨棠同时在新闸路福康里623号家中被捕，并被当场搜出了手枪和俄文版共产主义书籍，夫妇俩身份暴露。2月7日夜，夫妻同时在龙华看守所被处决。